# Syndicat des Maçons de Lyon et du Rhône
Die Maurer- und Steinmetze-Gewerkschaft Syndicat des Maçons de Lyon et du Rhône verteidigte die Interessen der Bauarbeiter in der ab der Mitte des 19. Jahrhunderts stark ins Umland wachsenden französischen Großstadt und Industriemetropole Lyon. Sie führte ihre beiden wichtigsten Arbeitskämpfe  in den Jahren 1897 und 1910. Ihre Mitglieder waren zu Beginn mehrheitlich Wanderarbeiter aus dem Limousin, einer landwirtschaftlich geprägten Region in Zentralfrankreich. Später integrierte sie sich in die Strukturen der Confédération générale du travail (CGT).

## Geschichte
Eine Vorgängergewerkschaft wurde 1877 gegründet und organisierte 1879 und 1880 ihre ersten Streiks. Bei ihrem zweiten Arbeitskampf konnte sie zwar Lohnerhöhungen durchzusetzen, jedoch keinen Gesamtarbeitsvertrag erreichen. Der Organisationsgrad der Arbeiterschaft blieb bis Mitte der 1890er-Jahre gering. 1882 hatte sie 120 Mitglieder. Auf der Gegenseite hatte sich 1863 eine Arbeitgeberkammer konstituiert, die sich Chambre syndicale des entrepreneurs de travaux de bâtiment de la Ville de Lyon nannte und der es 1865 gelungen war, einen großen Streik zu beenden, indem sie mit der Anwerbung von Arbeitern im Königreich Sardinien-Piemont gedroht hatte. Ein weiterer Streik war der Gewerkschaftsgründung auch 1869–1870 vorangegangen. Dieser wurde bei Ausbruch des Deutsch-Französischen Krieges vorzeitig beendet und ging danach in den Aufstand der blutig niedergeschlagenen Kommune über.
Nachdem von 1884 bis 1888 die schlechte Wirtschaftslage weiter jede bedeutende Mobilisierung verunmöglichte, trennten sich im Dezember 1890 rund 60 der aktivsten Mitglieder von der Vorgängergewerkschaft Chambre syndicale und gründeten das Syndicat Général des Maçons. Die Leitung übernahm ein aus 9 Personen bestehender Gewerkschaftsrat, der ab 1894 aus 6 Mitgliedern bestand. Polizeiberichten zufolge war ihre Ausrichtung „sozialistisch-revolutionär“. Neu wurden die Mitglieder nun nicht mehr wie vorher nach Berufen getrennt, sondern geografisch organisiert. Es entstanden drei Sektionen: Im 3. Arrondissement von Lyon (la Guillotière), mit Versammlungslokal an der Rue Moncey 20; im 5. Arrondissement (Vaise); sowie eine Sektion für die Umlandgemeinden Oullins, Pierre-Bénite und Saint-Genis-Laval. Der Hauptsitz wurde zunächst an der Rue Moncey 93 und ab 1893 an der Avenue de Saxe 176 eingerichtet. In dieser Zeit unterstützte die Gewerkschaft die Kandidatur von Antoine Desfarges, was zu Streit mit der Vorgängergewerkschaft führte und die Bewegung zu spalten drohte.
Mit der Verbesserung der wirtschaftlichen Lage entspannte sich das Verhältnis, sodass 1894 der 1. Nationale Bauarbeiterkongress mit 19 teilnehmenden Gewerkschaften in der Bourse de travail de Lyon stattfinden konnte. Die dort besprochenen Pläne für eine landesweite Föderation und die Gründung einer Zeitung konnten zwar nicht verwirklicht werden, doch beschlossen die beiden lokalen Gewerkschaften am 5. Januar 1895 ihre Fusion. 1896 kamen sie zusammen auf 200 Mitglieder, diese waren jedoch ausreichend schlagkräftig, um vom 10. Mai bis 28. Juli 1897 einen fast dreimonatigen Streik zur Durchzusetzung der 1880 mit den Arbeitgebern ausgehandelten Lohntarife durchzustehen. Polizeiberichte und Arbeitgeber mutmaßten Mitgliederzahlen um 8200 Arbeiter, was weit über den wirklichen Verhältnissen lag.
Demonstrativ verließen Mitte Mai 1897 tausende Arbeiter die Stadt, um Arbeit auf dem Land anzunehmen. Manche fanden in ihren Herkunftsdörfern in Zentralfrankreich ein vorübergehendes Auskommen, was die Streikkasse stark entlastete. Gleichzeitig stieg nun tatsächlich die Zahl der Mitglieder. Auch der Kleinhandel in Lyon zeigte sich mit den Streikenden solidarisch und ermöglichte den Arbeiterfamilien das Anschreibenlassen von Lebensmitteleinkäufen. Andere Detailisten mussten zur Kooperation genötigt werden. Wer sich trotzdem weigerte, wurde später systematisch boykottiert. Rund 1000 Arbeiter hielten die Arbeitsbörse und die Baustellenzugänge besetzt. Damit gelang es, die Zahl der Streikbrecher bis zum Ende gering zu halten. Listen dieser sogenannten „renégats“ wurden laufend aktualisiert und neu veröffentlicht. Manche Arbeiter konnten so dazu bewegt werden, sich gegen Bezahlung einer nach Arbeitstagen berechneten Abgabe dem Streik anzuschließen. Dadurch erschienen sie nicht mehr auf der nächsten Ausgabe der Liste.
Ebenfalls 1897 führten Streikende in Lyon erstmals Demonstrationsumzüge durch, wozu 15 Beerdigungen von Arbeitern und ihren Angehörigen zum Anlass genommen wurden, was jedes Mal zwischen 500 und 1500 Teilnehmer mobilisierte. Bei den Grabreden wurden auch revolutionäre Forderungen laut. Indes entbrannte in der Arbeitgeberkammer ein heftiger Streit zwischen mittleren und größeren Unternehmern, wobei den dominierenden Baumeistern von ihren kleineren Konkurrenten der Vorwurf gemacht wurde, durch tiefere Löhne den Konflikt verursacht zu haben, den sie nun ausbaden mussten. Notfallmäßig wurde eine Notkasse für finanziell bedrängte Unternehmer eingerichtet. Der Streik endete mit einem Teilerfolg der Gewerkschaft, die gesamtarbeitsvertragliche Lohnerhöhungen und andere Verbesserungen erreichte.
Die Forderung nach dem Achtstundentag wurde nun lauter erhoben. Allerdings schottete sich die Gewerkschaft, deren Mitglieder zumeist noch Söhne von Kleinbauern waren, von anderen Arbeiterbünden ab, die ein schon in Lyon geborenes Proletariat vertraten. Im Vordergrund stand die Solidarität zwischen den Zuwanderern aus dem Zentralmassiv. Aus diesem Grund blieb das Syndicat des Maçons dem am 1. Mai 1906 von der CGT ausgerufenen landesweiten Generalstreik fern und war in deren Anfangsphase auch nicht Teil der Ligue d'action du bâtiment (LAB), die 1908 in Lyon entstand. Nach dem Erfolg von 1897 organisierte die Gewerkschaft eine Reihe kleinerer Streiks zur Durchzusetzung des Erreichten. 1906 hatte sie rund 600 Mitglieder. Zudem war dem „roten“ Syndicat des Maçons nun die Konkurrenz einer „gelben“ Gewerkschaft erwachsen, die im selben Jahr 164 Mitglieder hatte. Als gelbe Gewerkschaften wurden Gruppen bezeichnet, die den Arbeitgebern nahe standen.
Ab 1908 begannen junge Mitglieder das Syndicat des Maçons in die ideologische Nähe der radikaleren CGT zu führen, die damals gerade erst entstanden war. Diese befand sich damals mitten in einer Konfrontation mit der Zentralregierung, nachdem unter der Regierung von Pierre Waldeck-Rousseau (1899–1902) noch Arbeitsfrieden geherrscht hatte, als die Arbeiter nicht durch eigene Forderungen einen Vorwand für einen konservativen Staatsstreich seitens der Feinde von Alfred Dreyfus liefern wollten. Nach dem Regierungswechsel ging die CGT mit dem Achtstundentag in die Offensive. Doch wurden die Streiks vom damaligen Innenminister Georges Clemenceau mit Gewalt beendet. Die Lage war eskaliert, als 1906 das Grubenunglück von Courrières, im Norden Frankreichs, 1100 Bergleuten das Leben gekostet hatte. 1907 verlagerte sich der Konflikt in den Süden, wo Soldaten auf streikende Weinbauern schossen. Am 2. Juni 1908 erschoss die Gendarmerie Streikende der Saine-Sandwerke von Draveil (Draveil-Villeneuve-Saint-Georges).
Die Erfahrungen, welche die Gewerkschafter des Syndicat des Maçons mit der von der CGT als „Mörderregierung“ gebrandmarkten Regierung Clemenceau machten, führten zu ihrer zunehmenden Radikalisierung. Die neue Generation hatte die Hoffnungen auf soziale Verbesserungen, die ihre Väter mit dem Republikanismus verbunden hatten, weitgehend aufgegeben. Der Kampf gehen eine Monarchie war längst aus dem Blickfeld gewichen. Wörter wie „citoyens“ verschwanden aus dem Vokabular, man sprach sich nun mit dem sozialistischen „camarade“ an. Im November 1906 wurde das Syndicat des Maçons Mitglied der Fédération des ouvriers du bâtiment de France.
Am 12. März 1910 erklärte die Gewerkschaft einen Streik von über vier Monaten bis am 15. Juli. Erneut verließen tausende Maurer und Steinmetze die Baustellen und zogen in die Dörfer, dort entrichteten sie einen Tagessatz von 1 oder 1,5 Francs an die Streikkasse. Aktivsten sammelten diese auf dem Land ein. Dabei und ebenso bei der Überwachung der bestreikten Baustellen wurde das nun allgemein erschwingliche Fahrrad zum wichtigen Arbeitsmittel. Wiederholt kam es dabei zu gewaltsamen Zusammenstößen zwischen Streikenden und Streikbrechern. 1910 folgte ein weiterer Streik, diesmal unter der Führung des erst 25-jährigen Maurers Antoine Charial. Der Streik führte durch Vermittlung von Lyons Bürgermeister Édouard Herriot und dank städtischer Zuschüsse zu erneuten Zugeständnissen bei Löhnen und Unfallschutz. Die Mitgliedschaft in der Gewerkschaft war nun de facto obligatorisch und wer als Streikbrecher benannt war, hatte kaum Aussicht, in Lyon noch Arbeit auf dem Bau zu finden.
Im Juli 1911 erschien erstmals die Gewerkschaftszeitung L'ouvrier maçon. Im Januar 1912 nannte diese die Zahl von 3175 Mitgliedern. Die Stadtverwaltung sprach ihrerseits von 3320 Mitgliedern im Jahr 1913. Dies entsprach einem Organisationsgrad von fast 75 % aller Maurer und Steinmetze in Lyon. Für das gesamte Bauwesen wurden von 1910 bis 1914 insgesamt 76 Streiks gezählt. Mit der Wahl von Antoine Charial zum CGT-Sekretär des Départements Rhône im Jahr 1913 wurde das Zusammengehen mit der CGT besiegelt. Die Leitung des Syndicat des Maçons übernahm nun Adrien Lemasson.
Als Teil der gewerkschaftlichen Bewegung beteiligte sich das Syndicat des Maçons am Aufbau der Produktions- und Wohnungsbaugenossenschaft L'Avenir. Ab Mitte der 1920er-Jahre öffnete sie sich für ausländische Werktätige, die hauptsächlich aus der italienischen Provinz Frosinone, sowie aus Spanien, der Schweiz, und ab den 1930er-Jahren aus Algerien kamen. Ab Februar 1927 ersetzte die Zeitung L'Effort die bisherige L'Ouvrier maçon. Diese richtete sich nun an Angehörige aller Bauberufe in Lyon. Im selben Jahr kaufte die Gewerkschaft die Druckerei Traquet, die in Imprimerie Intersyndicale Lyonnaise umbenannt wurde und die Zeitung in einer Auflage von 10.000 Exemplaren druckte. Die Mitgliederzahl stieg auf 5391 im Jahr 1930. Lyon erlebte von 1919 bis 1935 insgesamt 89 Streiks im Baugewerbe. Der Einfluss des Parti communiste français nahm laufend zu. Mit dem landesweiten Generalstreik im Juni 1936 wurde die CGT zur mächtigsten Gewerkschaft Frankreichs.